# Ріка (фільм, 2002)
«Ріка» — (рос. Река) незавершений фільм режисера Олексія Балабанова, знятий за твором Вацлава Серошевського «Межа скорботи».
Після того, як в автокатастрофі 21 листопада 2000 року загинула Туяра Свинобоєва, зйомки було припинено.
У 2002 році відзнятий матеріал був змонтований і випущений як короткометражний фільм. Пропущені епізоди було замінено закадровим текстом. Прем'єра обрізаного, фактично короткометражного варіанту «Річки» відбулася на фестивалі «Білі Стовпи».

## Сюжет
Якутія, кінець XIX століття. У колонію прокажених до свого хворого чоловіка Киргелея приходить Анчик. Їй ще не відомо, що чоловік знайшов тут іншу жінку — Мергень, яка вже вагітна від нього. Для існування колонії життєво важливою є тісна співпраця всіх її мешканців, проте в громаді виникають чвари. Невдовзі після пологів дитя Мергень помирає, а вона йде жити окремо, узявши з собою найцінніші речі — котел, човен і ніж. Через деякий час до неї приєднується «душа колонії» Джанга.
Зрештою, влітку життя стає дещо краще й Анчик вдається випросити у князя велику цінність — дійну корову. Восени Мергень і Джанга повертаються до громади. Однак це призводить до відновлення конфліктів. Оскільки Мергень відмовляється жити під одним дахом із коровою, Анчик і Киргелей будують собі нову хатину. Але й це не влаштовує Мергень. Вночі вона підпалює будинок колишнього коханого. Джанга намагається допомогти сусідам, але гине у вогні. До палаючої халупки забігає і Мергень, і в цей момент дах обвалюється.
Наступного дня маленька дівчинка Битерхай, що залишилася сама, знаходить поміж ніг загиблої Анчик новонароджену дитину. Вона обмиває його та пробує годувати. Цього часу на згарище приходить ведмідь. Тоді дівчинка кладе дитину до човна і відправляє річкою в невідому далечінь…

## У ролях
- Туяра Свинобоєва — Мергень
- Михайло Скрябін — Джанга
- Василь Борисов — Киргелей
- Анна Флегонтова — Анчик
- Марія Кичкина — Битерхай
- Марія Канаєва — Кутуяхсыт
- Спартак Федотов — Салбан
- Михайло Семенов — князь
- Геннадій Турантаєв — якут

## Нагороди
- 2003 — МКФ «Pacific meridian» у Владивостоці (Спеціальний приз журі пам'яті Юла Бриннера — Олексій Балабанов).
- 2003 — МКФ «Pacific meridian» у Владивостоці (Приз за найкращу жіночу роль — Туяра Свинобоєва (посмертно))[1].

## Автокатастрофа
20 листопада 2000 року автомобіль «Toyota Land Cruiser», за кермом якого був оператором кінокомпанії «СТВ» Сергій Астахов, рухався дорогою Умба — Кандалакша. На 82-му кілометрі, коли іномарка йшла вгору, назустріч несподівано вискочив автомобіль «Toyota Mark II». Астахов намагався уникнути зіткнення, але не впорався із керуванням, в результаті чого автомобіль з'їхав до кювету й перекинувся.
Я знал, что маршрут от гостиницы до места съёмок очень опасный: горная дорога с высокими обрывами, ещё и гололёд… я вёл машину осторожно, но внезапно на нас вылетела «девятка». Я не смог затормозить, моя машина задом слетела с дороги и рухнула с 6-метровой высоты.— Сергій Астахов
У автомобілі знаходилися режисер Олексій Балабанов, його дружина з п'ятирічним сином і Туяра Свинобоєва. Усі пасажири отримали різні травми й були госпіталізовані до лікарні міста Кандалакша.
Аби зупинити внутрішню кровотечу, що була у Туяри Свинобоєвої, їй було зроблено операцію, проте 21 листопада о 1-й годині 15 хвилин вона померла. У Туяри залишилася дочка-першокласниця.
Роботи над фільмом було припинено. Пізніше фільм було змонтовано й випущено як короткометражну стрічку.